# Laguna di Orbetello

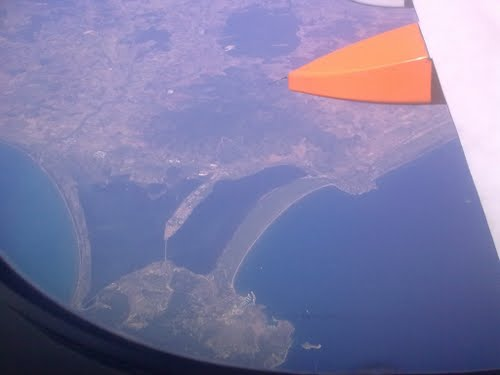
Vista della laguna di Orbetello dall'alto.

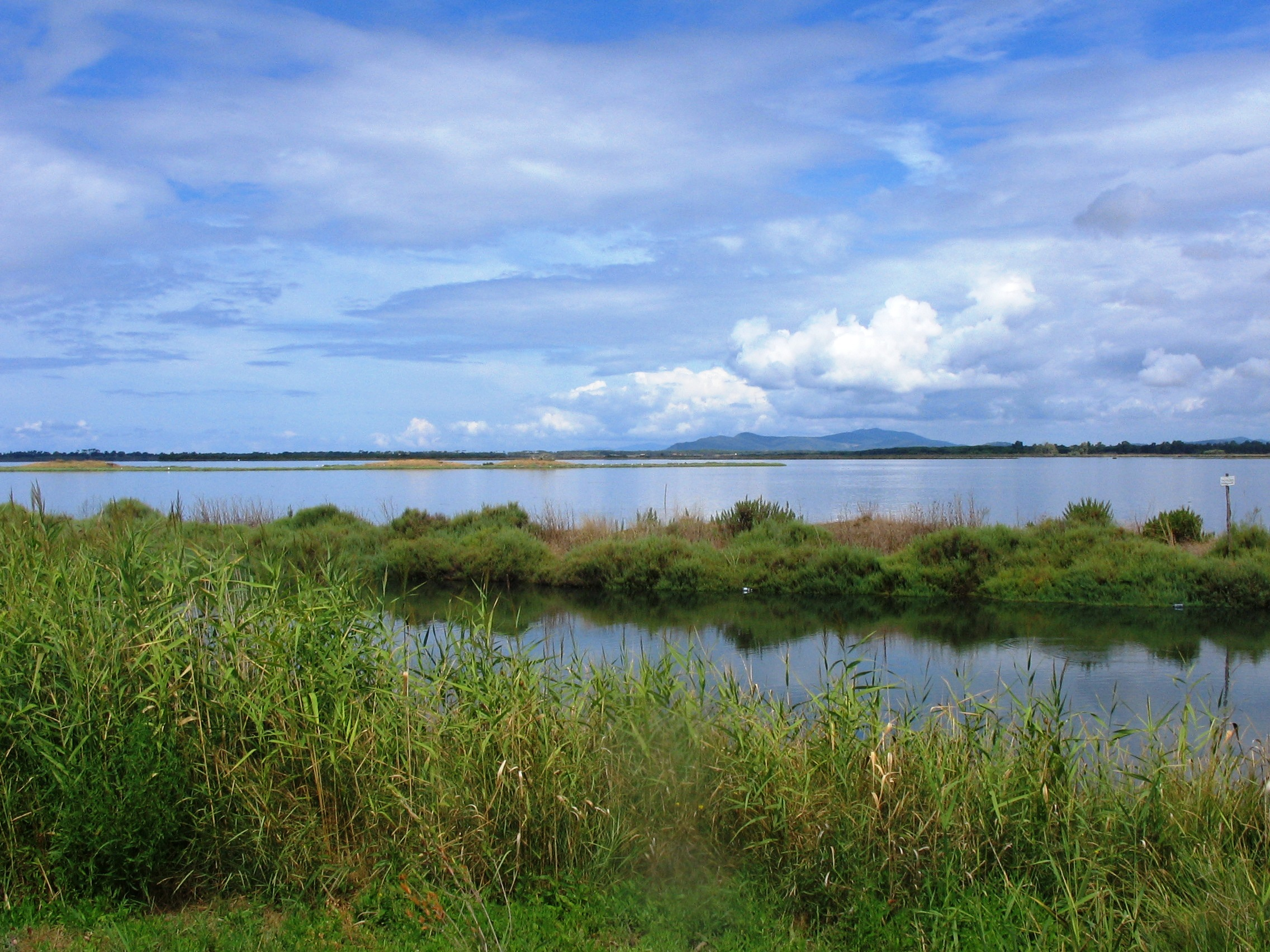
Scorcio della laguna di Ponente

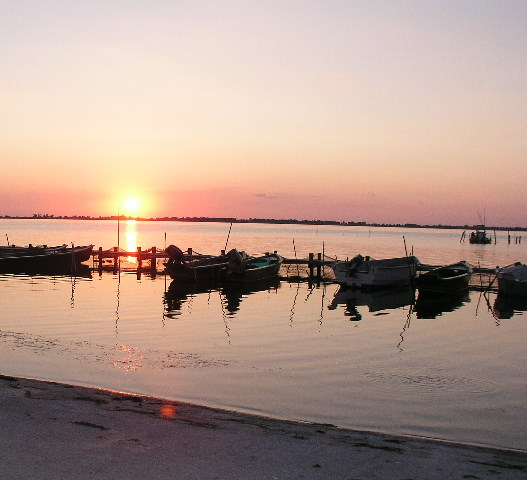
Tramonto sulla laguna

La laguna di Orbetello è una laguna costiera della provincia di Grosseto, nella Maremma grossetana. La sua estensione è di circa 27 km². La profondità media è di un metro circa, la massima non supera i 2 m.

## Territorio
È separata dal mare a ponente e a levante da due strisce di terra lunghe circa 6 km (i Tomboli sabbiosi della Giannella a NW e della Feniglia a SE) e ad ovest dal promontorio dell'Argentario. 
Una terza lingua istmica di terra si protende nel centro della laguna e su di essa sorge il centro urbano di Orbetello.
Un ponte artificiale (la diga Leopoldina) collega Orbetello al Monte Argentario e divide la laguna in due parti, la laguna di Ponente e la laguna di Levante.
Comunica con il mare per mezzo di tre canali artificiali: il canale di Fibbia (o delle Saline) nei pressi della foce del fiume Albegna ed il canale di Nassa (in località Santa Liberata), entrambi sul Tombolo di Giannella ed il canale di Ansedonia sul tombolo di Feniglia. Un quarto canale, il canale del Pertuso, fu progettato e furono anche iniziate le opere di scavo, che però non furono mai portate a termine.

### Aree naturali protette
A causa dello scarso apporto di acqua dal mare e dell'immissione di scarichi ricchi di nitrati e di sali di potassio provenienti dalle colture agricole (i quali hanno determinato il proliferare delle alghe ed il conseguente impoverimento di ossigeno), la laguna di Orbetello è un ambiente ad alto rischio. Per consentire la sua protezione sono stati emanati numerosi provvedimenti di legge ed è stato costituito l'istituto del Commissario della Laguna di Orbetello. Parte della laguna di Ponente è protetta nell'Oasi del WWF della Riserva naturale Laguna di Orbetello di Ponente e del bosco di Patanella. Sull'area insiste anche la Riserva naturale Laguna di Orbetello, in gestione alla Provincia di Grosseto e la zona di protezione speciale (ZPS) "Laguna di Orbetello".

### Fauna
La laguna è una zona umida di importanza internazionale secondo la Convenzione di Ramsar. In essa nidificano o transitano di passaggio molte specie di uccelli, fra i quali ricordiamo il cavaliere d'Italia, il fenicottero rosa, l'airone bianco maggiore, il falco pescatore, la spatola, l'avocetta, il cormorano e varie specie di anatre.

## Storia ed economia
In passato l'economia di Orbetello era basata sullo sfruttamento della laguna di Orbetello e sulla pesca. Questa attività, che un tempo era tramandata di padre in figlio nelle famiglie dei pescatori, è gestita da una società per azioni che impiega poco meno di cento dipendenti. Le acque della laguna sono ricche di pesce pregiato come spigole, orate, muggini e anguille. Un tempo venivano pescati anche gamberi e molluschi. Il pesce viene lavorato in loco o venduto in molti mercati d'Italia e anche all'estero. Pregiata è la produzione della bottarga di muggine e la preparazione delle anguille sfumate, anguille affumicate con aggiunta di spezie e peperoncino, che sono senza dubbio il piatto tipico della cucina locale.